# Microphyura
Microphyura é um género de gastrópodes pertencentes à família Rhytididae.
As espécies deste género podem ser encontradas no sudeste da Ásia.
Espécies:
- Microphyura cornea Franc, 1953
- Microphyura denisi Franc, 1953
- Microphyura jeanneneyi (Dupuy, 1894)
- Microphyura microphis (Crosse, 1868)
- Microphyura nightingali Saurin, 1960